# Алфа Ромео ДНА
Алфа Ромео ДНА съкращението идващо от (английски: Dynamic, Natural All Weather – Динамично, естествено през цялото време) е система за управление на автомобил. Системата работи в три режима: динамичен, естествен и в нормален работен режим. Най-общи системата адаптира автомобила са различни условия на пътя. Въвежда се за първи път през 2008-ма година. Първия автомобил снабден с подобна система е Алфа Ромео Мито. През следващите години системата се внедрява и в Алфа Ромео Жулиета, Алфа Ромео 4Ц, Алфа Ромео Стелвио, Алфа Ромео Джулия.